# Павлице (Трнава)
Павлице (слч. Pavlice) насељено је мјесто са административним статусом сеоске општине (слч. obec) у округу Трнава, у Трнавском крају, Словачка Република.

## Становништво
| Година:    | 1994. | 2004.   | 2014.    | 2024.   |
| ---------- | ----- | ------- | -------- | ------- |
| Број људи: | 510   | 484     | 533      | 535     |
| Разлика:   |       | -5,09 % | +10,12 % | +0,37 % |

| Година:    | 2023. | 2024.   |
| ---------- | ----- | ------- |
| Број људи: | 532   | 535     |
| Разлика:   |       | +0,56 % |

Према подацима о броју становника из 2024. године насеље је имало 535 становника.